# Kenean Buel
Kenean J. Buel, né à Springfield, le 25 mai 1880, et mort à New York le 5 novembre 1948, est un réalisateur américain, de l'époque du cinéma muet.
Il a commencé sa carrière au théâtre, avant d'être recruté en 1908 par la société cinématographique Kalem. Il a tourné pour celle-ci une quinzaine de films.

## Filmographie partielle

### Comme réalisateur
- 1908 : As You Like It
- 1911 : The Express Envelope
- 1911 : The Flash in the Night
- 1912 : Tide of Battle
- 1912 : Battle of Pottsburg Bridge
- 1912 : The Confederate Ironclad
- 1913 : A Desperate Chance (en)
- 1916 : Blazing Love
- 1917 : She
- 1917 : Deux petits diables (en) (Two Little Imps)
- 1918 : Doing Their Bit
- 1918 : The Woman Who Gave
- 1918 : Les Petites Romanesques (We Should Worry)
- 1919 : La Princesse Laone (A Fallen Idol)

### Comme acteur
- 1913 : La Case de l'oncle Tom (Uncle Tom's Cabin) de Sidney Olcott